# Ваксинце
Ва́ксинце (мак. Ваксинце) — село у Північній Македонії, входить до складу общини Липково Північно-Східного регіону.
Населення — 2479 осіб (перепис 2002) в 460 господарствах.

## Персоналії
- Хамід Тачі — македонський борець і політик.